# Агуй-Шапсуг
Агу́й-Шапсу́г (адыг. Агуй Шапсыгъэ) — аул в Туапсинском районе Краснодарского края. Входит в состав муниципального образования «Небугское сельское поселение».

## География

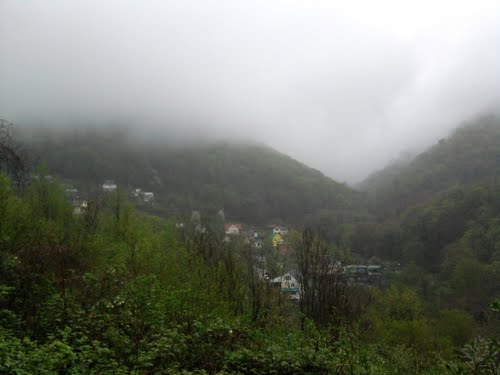
Густой туман спускается на аул

Аул расположен в горном ущелье, в долине реки Агой. Находится в 8 км к северу от Туапсе, в 104 к югу от города Краснодар, и в 7 км к востоку от черноморского побережья.
Граничит с землями населённых пунктов: Агой на западе, Небуг на северо-западе, Цыпка, Красное и Мессажай на востоке, а также с Туапсе на юго-востоке.
Населённый пункт расположен на южном склоне Главного Кавказского хребта. Рельеф местности сильно пересечённый и в основном холмистый и гористый. Средние высоты на территории села составляют около 90 метров над уровнем моря. Колебания высот значительные. К западу от аула расположены горы Шаге-Шатам, на севере расположены горы — Азып (486 м), Чубатая (568 м), Жижиюк (669 м), Мазепа (689 м), на востоке горы — Мессажай (651 м) и Щеколетх (680 м). В верховьях реки Агой расположена популярная у туристов вершина — гора Агой (994 м). Окрестные горы и хребты покрыты густым лесом, в котором преобладают сосны, лиственница, каштан и т. д.
Гидрографическая сеть представлена рекой Агой. В пределах аула в Агой впадают реки — Гнокопсе (справа) и Колихо (слева). В урочище «Сатенок» бьют родники с минеральными источниками. В верховьях реки Агой имеются несколько водопадов. На берегу реки Колихо в 2008 году был найден древний Дольмен «Колихо» (перенесен в Исторический музей).
Климат в селе переходный от умеренного к субтропическому. Его в основном характеризуют воздушные массы дующие с акватории Чёрного моря. Среднегодовая температура воздуха составляет около +13,0 °C, со средними температурми июля около +23,0 °C, и средними температурами января около +4,0 °C. Среднегодовое количество осадков составляет около 1200 мм в год. Основная часть осадков выпадает в зимний период.

## Этимология
По одной версии топоним «Агуй» происходит от слова «гуе» и в переводе с адыгейского языка означает «смелый», «отчаянный». По другой версии топоним «Агуй» в переводе с адыгейского языка означает «расположенный среди гор» (от адыг. «гу» — середина, сердце; «и» — притяжательный аффикс сердце и «а» — указатель места).
.

## История
- Деревня Карповка основана в 1872 году, на месте ранее существующего шапсугского селения, название которого не сохранилось. Своё название новое селение получило от полковника Карпова, получившего земли в долине реки Агой.
- До 1917 года деревня Карповка находилась в составе Вельяминовского отдела Черноморского округа.
- После Октябрьской революции деревня переименован в аул Карповский.
- С 1924 по 1945 года аул входил в состав Шапсугского национального района.
- В 1935 году аул переименован в Куйбышевку, в честь революционера Валериана Куйбышева.
- В 1945 году с упразднением Шапсугского района, аул Куйбышевка возвращён в состав Туапсинского района Краснодарского края.
- 1 марта 1993 года аул Куйбышевка переименован в Агуй-Шапсуг.
- Ныне аул является крупнейшим из сохранившихся после Кавказской войны поселений адыгов (в основном шапсугов) на Черноморском побережье Западного Кавказа.

## Микрорайоны
Аул исторически делится на 8 микрорайонов (адыг.  — хьабл) по названию адыгских родов, некогда проживавших в этих урочищах:
- Абрегитам (адыг. Абрэджытам) — возвышенность рода Абрег.
- Гонежукай (адыг. Гъонэжъыкъуай) — местность рода Гонежук.
- Екуашетам (адыг. Екӏуашъэтам) — возвышенность рода Екуаш.
- Хашичехабль (адыг. Хэшӏыкӏэхьабл) — квартал рода Хашич.
- Хорахотам (адыг. Хъорэхъотам) — возвышенность рода Хорахо.
- Хунетам (адыг. Хъунэтам) — возвышенность рода Хун.
- Цушхехабль (адыг. Цушъхьэхьабл) — квартал рода Цушхе.
- Шагешетам (адыг. Шъэджэшъэтам) — возвышенность рода Шагеш.

## Население
| 1989 | 1999  | 2002  | 2010  |
| ---- | ----- | ----- | ----- |
| 1610 | ↗1722 | ↗1758 | ↗1940 |

Национальный состав
По данным Всероссийской переписи населения 2010 года:
| Народ           | Численность, чел. | Доля от всего населения, % |
| --------------- | ----------------- | -------------------------- |
| адыги (черкесы) | 1 501             | 77,4 %                     |
| русские         | 362               | 18,6 %                     |
| другие          | 77                | 4,0 %                      |
| всего           | 1 940             | 100 %                      |

## Образование
- Средняя общеобразовательная школа № 15 им. Н. А. Тхагушева — ул. Школьная, 1А.
- Начальная школа Детский Сад № 15 — ул. Шапсугская, 68.

## Здравоохранение
- Участковая больница — ул. Шапсугская, 44.

## Культура
- Дом Культуры
- Культурно-спортивный комплекс
- Школа восточных единоборств
- Танцевальный ансамбль «Зори Шапсугии»

## Ислам
До Октябрьской революции в ауле имелось две мечети. Большая мечеть располагалась в центре аула, а на восточной окраине аула стояла другая мечеть поменьше.
После Октябрьской революции мечети были разрушены коммунистами, а эфенди аульской мечети вместе с семьёй был сослан в Сибирь за продолжение своей религиозной деятельности.
Ныне на восточной окраине аула, где раньше стояла старая мечеть, была открыта новая мечеть. 

## Экономика
Основой экономики аула являются туризм и сельское хозяйство.
Через аул проходит туристические маршруты на водопады и дольмены в бассейне реки Агой, а также различные вершины южного склона Главного Кавказского хребта.
Также в окрестностях аула разбиты крупные сады фундука, черешни, груши, яблони, а также виноградники. По долине реки Агой сохранились заброшенные и заросшие со времён Кавказской войны — Старые Черкесские Сады.

## Улицы
Улицы:

| Высокая    |
| Горная     |
| Дружбы     |
| Заречная   |
| Кавказская |
| Каштановая |

| Лесная     |
| Мира       |
| Молодёжная |
| Набережная |
| Речная     |
| Садовая    |

| Советская   |
| Совхозная   |
| Солнечная   |
| Центральная |
| Шапсугская  |
| Школьная    |

Переулки:

| Весенний |
| Дружбы   |

| Лазурный  |
| Солнечный |

| Южный |

## Территории
| с/т Кавказ |

| с/т Озёрное |

| с/т Строитель |

## Известные уроженцы
- Тхагушев Нух Ахмедович — селекционер, доктор сельскохозяйственных наук.